# Граф Эйлсфорд
Граф Эйлсфорд (графство Кент) — титул пэра Великобритании. Он был создан в 1714 году для юриста и политика Хенейджа Финча, 1-го барона Гернси (1649—1719). Еще в 1703 году он получил титул барона Гернси и пэра Англии. Хенейдж Финч был младшим сыном Хенейджа Финча, 1-го графа Ноттингема, и правнуком Элизабет Хенейдж, 1-й графини Уинчилси. В 1719 году ему наследовал старший сын, Хенейдж Финч, 2-й граф Эйлсфорд (1683—1757). Он представлял Мейдстон и Суррей в Палате общин Великобритании. В 1712 году Хенейдж Финч женился на Мэри Фишер, дочери сэра Климента Фишера, 3-го баронета. Благодаря этому браку, Финчи приобрели имение Пэкингтон-холл в Уорикшире. Их сын, Хенейдж Финч, 3-й граф Эйлсфорд (1715—1777), заседал в Палате общин от Лестершира и Мейдстона. Его старший сын, Хенейдж Финч, 4-й граф Эйлсфорд (1751—1812), представлял Касл-Райзинг и Мейдстон в Палате общин, а после перехода в Палату лордов служил капитаном йоменской гвардии (1783—1804) и лордом-стюардом Хаусхолда (1804—1812).
Его второй сын Хенейдж Финч, 5-й граф Эйлсфорд (1786—1859), был депутатом-консерватором Палаты общин от Уобли (1807—1812). Его сын Хенейдж Финч, 6-й граф Эйлсфорд (1824—1871), представлял Южный Уорикшир в Палате общин от консервативной партии. Его внук, Чарльз Дэниэл Финч, 10-й граф Эйлсфорд (1886—1958), получил королевское разрешение на дополнительную фамилию «Найтли». Его сын, Чарльз Финч-Найтли, 11-й граф Эйлсфорд (1918—2008), являлся лордом-лейтенантом Уэст-Мидлендса (1974—1993). В 2008 году ему наследовал единственный сын Хенейдж Чарльз Финч-Найтли (род. 1947)
Чарльз Финч (1752—1819), младший сын 3-го графа Эйлсфорда, был депутатом Палаты общин от Касл-Райзинга (1775—1777) и Мейдстона (1777—1780). Его сын Чарльз Гриффит-Уинн (1780—1865), взял себе фамилию «Гриффит-Уинн» и был депутатом Палаты общин от Карнарвоншира (1830—1832). Его сын Чарльз Уинн (1815—1874), представлял Карнарвон в Палате общин Великобритании (1859—1865).

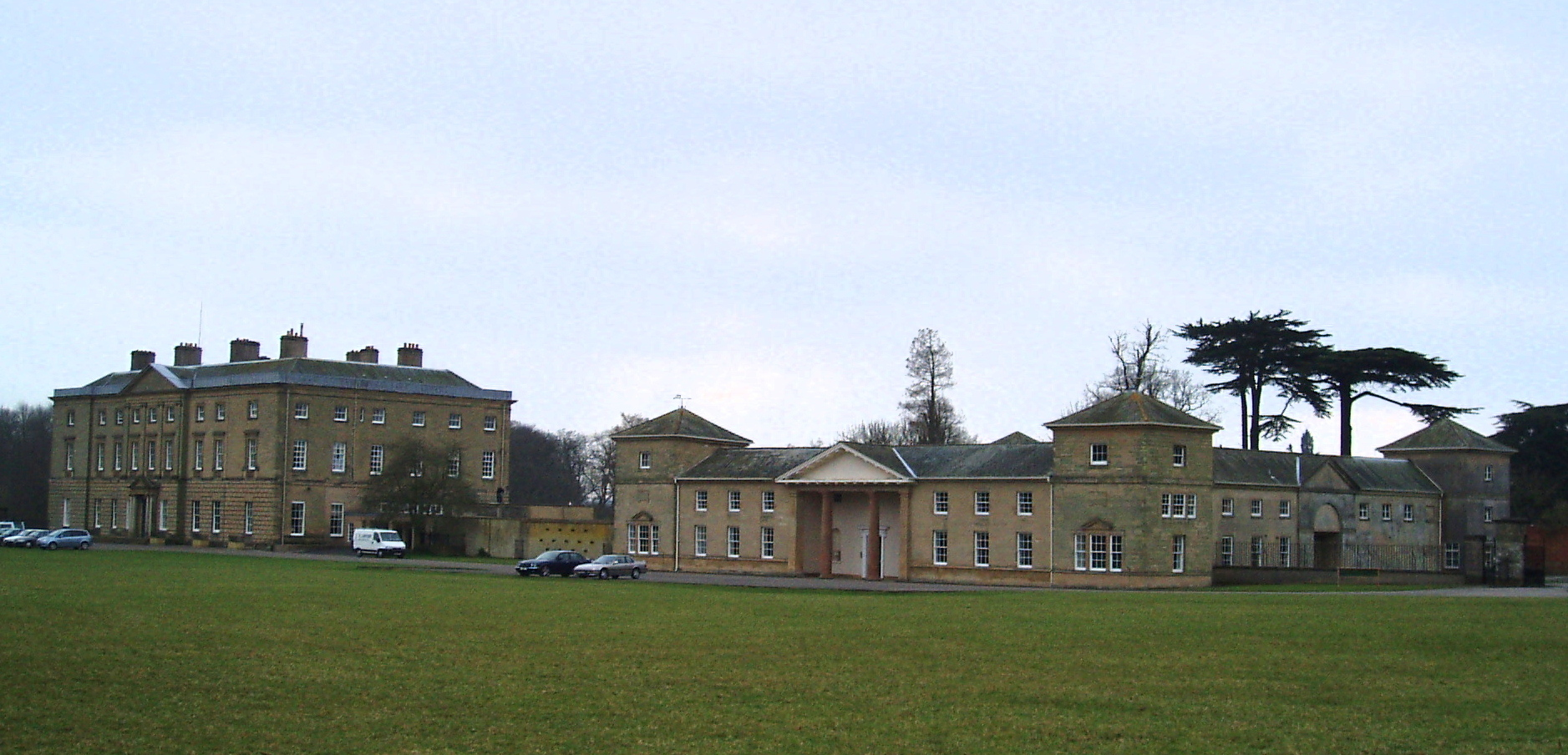
Пэкингтон-холл

Родовая резиденция находилась в Пэкингтон-холле (графство Уорикшир).

## Графы Эйлсфорд (1714)
- 1714—1719: Хенейдж Финч, 1-й граф Эйлсфорд (ок. 1649 — 22 июля 1719), второй сын Хенейджа Финча, 2-го графа Ноттингема;
- 1719—1757: Хенейдж Финч, 2-й граф Эйлсфорд (ок. 1683 — 29 июня 1757), старший сын предыдущего;
- 1757—1777: Хенейдж Финч, 3-й граф Эйлсфорд (6 ноября 1715 — 9 мая 1777), сын предыдущего;
- 1777—1812: Хенейдж Финч, 4-й граф Эйлсфорд (4 июля 1751 — 21 октября 1812), старший сын предыдущего;
  - Чарльз Финч, лорд Гернси (ум. 18 июля 1784), старший сын 4-го графа;
- 1812—1859: Хенейдж Финч, 5-й граф Эйлсфорд (24 апреля 1786 — 3 января 1859), младший сын 4-го графа;
- 1859—1871: Хенейдж Финч, 6-й граф Эйлсфорд (24 декабря 1824 — 10 января 1871), сын предыдущего;
- 1871—1885: Хенейдж Финч, 7-й граф Эйлсфорд (21 февраля 1849 — 13 января 1885), старший сын 6-го графа;
- 1885—1924: майор Чарльз Уиттик Финч, 8-й граф Эйлсфорд (7 июня 1851 — 16 сентября 1924), младший сын 6-го графа;
  - капитан Хенейдж Гревилл Финч, лорд Гернси (2 июня 1883 — 14 сентября 1914), старший сын предыдущего, погиб в Первой мировой войне;
- 1924—1940: капитан Хенейдж Майкл Чарльз Финч, 9-й граф Эйлсфорд (31 октября 1908 — 28 мая 1940), единственный сын предыдущего, погиб во Второй мировой войне;
- 1940—1958: Чарльз Дэниэл Финч-Найтли, 10-й граф Эйлсфорд (23 августа 1886 — 20 марта 1958), второй сын 8-го графа;
- 1958—2008: Йан Чарльз Финч-Найтли, 11-й граф Эйлсфорд (2 ноября 1918 — 19 февраля 2008), старший сын предыдущего;
- 2008 — настоящее время: Хенейдж Чарльз Финч-Найтли, 12-й граф Эйлсфорд (род. 27 марта 1947), единственный сын предыдущего;
  - Наследник: Хенейдж Джеймс Дэниэл Финч-Найтли, лорд Гернси (род. 29 августа 1985), единственный сын предыдущего;
    - Второй наследник: Алфи Чарльз Хенейдж Финч-Найтли (род. 28 сентября 2014), сын предыдущего.